# 齊木茂
齊木茂（日语：さいき しげる，1949年11月18日—），本名齋藤滋樹（日语：さいとう しげき），日本影視演員，出生於靜岡縣，主要作品如電影《下水道的美人魚》《切膚之愛》《轟轟戰隊冒險者》。

## 外部連結
- 斉木しげるトークショー『しげるの素』公式サイト （页面存档备份，存于）
- 『斉木しげるの浪漫素』番組紹介サイト （页面存档备份，存于）
- プロフィール （页面存档备份，存于） - アッシュ・アンド・ディ・コーポレーション